# German Football League 2 2024
Die Saison 2024 der German Football League 2 war die 42. Saison der GFL2, der zweithöchsten Spielklasse der Sportart American Football in Deutschland. Der Saisonstart war der 25. Mai und endete planmäßig am 8. September.

## Modus
Die Teams treten aufgeteilt in die Regionalgruppen Nord und Süd an. Durch den Rückzug der Marburg Mercenaries aus der GFL in der Vorsaison sowie den Rückzug der Frankfurt Universe treten im Süden zwei Teams weniger als vorgesehen an. Damit sind es acht Teams im Norden und sechs im Süden. Im Norden spielt jedes Team ein Hin- und ein Rückspiel gegen die anderen Teams der eigenen Staffel. Gegen die Teams der anderen Staffel wird jeweils nur einmal gespielt, insgesamt zweimal zuhause und zweimal auswärts. Im Süden spielt jedes Team gegen jedes andere Team ein Hin- und ein Rückspiel.

## Teams
In der Saison 2024 traten 14 Teams in der GFL2 an. Aus der Regionalliga sind die Hamburg Pioneers, Bielefeld Bulldogs, Cottbus Crayfish, Montabaur Fighting Farmers und Albershausen Crusaders aufgestiegen.
Da die Marburg Mercenaries für 2024 keine GFL-Lizenz beantragt haben, verblieben die sportlich abgestiegenen Ravensburg Razorbacks als Nachrücker in der GFL Süd. In der GFL2 Süd wurde somit ein Platz frei, für den es im Nachrückverfahren keinen Bewerber gab. Im Februar gab dann mit Frankfurt Universe ein weiteres Team im Süden seinen Rückzug bekannt, so dass sich die Anzahl der Teams auf sechs reduzierte.
In der Gruppe Nord nehmen die folgenden Teams am Ligabetrieb teil:
Staffel 1
- Cottbus Crayfish (Aufsteiger aus RL Ost)
- Düsseldorf Panther
- Lübeck Cougars
- Oldenburg Knights

Staffel 2
- Bielefeld Bulldogs (Aufsteiger aus RL West)
- Hamburg Pioneers (Aufsteiger aus RL Nord)
- Langenfeld Longhorns
- Rostock Griffins

In der Gruppe Süd nehmen die folgenden Teams am Ligabetrieb teil:
Staffel 1
- Albershausen Crusaders (Aufsteiger aus RL Südwest)
- Gießen Golden Dragons
- Pforzheim Wilddogs

Staffel 2
- Frankfurt Universe zurückgezogen
- Fursty Razorbacks
- Montabaur Fighting Farmers (Aufsteiger aus RL Mitte)
- Regensburg Phoenix

## Saisonverlauf

### Gruppe Nord
Am viertletzten Spieltag kam es zum Aufeinandertreffen der Rostock Griffins, die bislang alle Spiele gewonnen hatten, und ihrem härtesten Verfolger, den Düsseldorf Panther. Die Griffins führten vor dem letzten Viertel mit einem Vorsprung von 19 Punkten vor heimischer Kulisse. Dann jedoch erzielten die Panther 20 Punkte im letzten Viertel und verhinderten so die Vorentscheidung um die Meisterschaft. Am gleichen Tag verbuchten Cottbus und Oldenburg jeweils ihren ersten Sieg und machten so das Abstiegsrennen ebenfalls wieder spannend.
Zwei Wochen später, am 31. August, verloren die Griffins in Hamburg bei Verfolger Pioneers. Die Panther nutzen diese Niederlage zur vorzeitigen Meisterschaft durch einen Heimsieg. Dies bedeutete zugleich den Wiederaufstieg in die German Football League, da ein Tag zuvor das Team der Berlin Adler sein Spiel in der GFL abgesagt hatte und daraufhin mit Lizenzentzug bestraft wurde.

#### Spiele Nord
| GFL2 Nord 2024       | Staffel 1                | Staffel 1                  | Staffel 1                | Staffel 1                 | Staffel 2                 | Staffel 2               | Staffel 2                 | Staffel 2                |
| GFL2 Nord 2024       | DP                       | LC                         | OK                       | CC                        | RG                        | LL                      | BB                        | HP                       |
| -------------------- | ------------------------ | -------------------------- | ------------------------ | ------------------------- | ------------------------- | ----------------------- | ------------------------- | ------------------------ |
| Düsseldorf Panther   |                          | 16:10 7:0,0:3,6:0,3:7      | 38:7 0:0,21:7,3:0,14:0   | 64:0 30:0,21:0,6:0,7:0    | –                         | –                       | 30:0 9:0,0:0,7:0,14:0     | 24:21 0:7,7:7,7:7,10:0   |
| Lübeck Cougars       | 7:35 7:7,0:7,0:7,0:14    |                            | 18:26 0:7,10:0,0:7,8:12  | 31:33 3:6,21:21,7:6,0:0   | 7:35 7:7,0:7,0:7,0:14     | 28:35 7:14,7:14,7:0,7:7 | –                         | –                        |
| Oldenburg Knights    | 7:21 0:0,0:0,7:14,0:7    | 17:34 3:0,7:14,7:14,0:6    |                          | 23:45 10:8,6:16,7:14,0:7  | –                         | –                       | 28:17 7:14,7:3,7:0,7:0    | 21:35 7:7,7:7,7:14,0:7   |
| Cottbus Crayfish     | 13:68 0:7,6:20,0:21,7:20 | 36:42 7:14,14:0,0:14,15:14 | 29:36 0:14,7:14,6:0,16:8 |                           | 28:41 14:14,6:14,8:0,0:13 | 14:34 7:7,7:10,0:10,0:7 | –                         | –                        |
| Rostock Griffins     | 35:36 7:7,14:9,14:0,0:20 | –                          | 42:3 0:0,28:3,7:0,7:0    | –                         |                           | 44:34                   | 45:17 7:0,17:7,7:10,14:0  | 40:14 14:0,12:7,7:0,7:7  |
| Langenfeld Longhorns | 16:7 0:0,0:7,7:0,9:0     | –                          | 34:6 0:0,13:0,7:6,14:0   | –                         | 21:29 0:7,0:13,6:9,15:0   |                         | 35:42 14:7,14:14,0:7,7:14 | 28:35 7:7,3:14,11:0,7:14 |
| Bielefeld Bulldogs   | –                        | 14:17 0:0,7:0,0:7,7:10     | –                        | 42:7 6:7,14:0,13:0,9:0    | 14:33 7:0,7:12,0:8,0:13   | 21:28 7:0,7:14,0:14,7:0 |                           | 34:28 7:0,13:21,0:0,14:7 |
| Hamburg Pioneers     | –                        | 28:17 6:10,15:7,0:0,7:0    | –                        | 48:43 7:7,21:14,14:7,6:15 | 38:28 7:7,7:14,14:0,10:7  | 30:28 7:14,14:0,2:7,7:7 | 49:23 14:3,7:13,21:7,7:0  |                          |

Quelle: GFL2-Spielplan auf gfl.info

#### Tabelle Nord
| Pl. | Team                 | Sp | S | N | TD      | Diff. | Punkte | SQ    |
| --- | -------------------- | -- | - | - | ------- | ----- | ------ | ----- |
| 1   | Düsseldorf Panther   | 10 | 9 | 1 | 339:116 | +223  | 18     | 0,900 |
| 2   | Rostock Griffins     | 10 | 8 | 2 | 372:212 | +160  | 16     | 0,800 |
| 3   | Hamburg Pioneers     | 10 | 7 | 3 | 326:286 | 0+49  | 14     | 0,700 |
| 4   | Langenfeld Longhorns | 10 | 5 | 5 | 293:256 | 0+37  | 10     | 0,500 |
| 5   | Lübeck Cougars       | 10 | 3 | 7 | 211:275 | 0−64  | 06     | 0,300 |
| 6   | Oldenburg Knights    | 10 | 3 | 7 | 174:313 | −139  | 06     | 0,300 |
| 7   | Bielefeld Bulldogs   | 10 | 3 | 7 | 224:300 | 0−76  | 06     | 0,300 |
| 8   | Cottbus Crayfish     | 10 | 2 | 8 | 248:427 | −181  | 04     | 0,200 |

Erläuterungen: Relegation 0 Abstieg

### Gruppe Süd
Eine Kuriosität ergab sich in Woche 5, als die Albershausen Crusaders mit dem niedrigsten aller möglichen Ergebnisse, einem 2:0, ihr Heimspiel gegen die Fursty Razorbacks gewannen.
Zur Hälfte der Saison zeichnete sich dann ein Zweikampf zwischen Montabaur und Pforzheim um die Meisterschaft ab. Spätestens bei der Heimniederlage gegen Montabaur im siebten Spiel waren die drittplatzierten Regensburg Phoenix endgültig aus dem Rennen. Am letzten Spieltag kam es zum Aufeinandertreffen der beiden Titelaspiranten. Sowohl die Pforzheimer Wilddogs als auch die Montabaur Fighting Farmers wiesen eine Bilanz von 8:1 Siegen auf. Da in der GFL ein Platz vakant war, war das Spiel das Entscheidungsspiel sowohl um die Meisterschaft als auch um den direkten Aufstieg in die GFL. Keines der Teams war zuvor in der höchsten deutschen Spielklasse. Die Wilddogs setzten sich vor heimischer Kulisse deutlich mit 48:6 durch und holten sich Titel und Aufstieg.

#### Spiele Süd
| GFL2 Süd 2024              | Staffel 1                 | Staffel 1               | Staffel 1                | Staffel 2                 | Staffel 2               | Staffel 2               |
| GFL2 Süd 2024              | PW                        | GGD                     | AC                       | FR                        | RP                      | MFF                     |
| -------------------------- | ------------------------- | ----------------------- | ------------------------ | ------------------------- | ----------------------- | ----------------------- |
| Pforzheim Wilddogs         |                           | 49:0 7:0,21:0,14:0,7:0  | 31:21 21:6,0:8,7:7,3:0   | 44:15 10:0,17:15,10:0,7:0 | 28:24 0:7,7:14,14:3,7:0 | 38:6 14:0,20:6,0:0,14:0 |
| Gießen Golden Dragons      | 14:33 2:6,6:13,0:0,6:14   |                         | 26:3 0:3,13:0,7:0,6:0    | 12:9 0:6,0:0,6:3,6:0      | 10:14 3:7,7:7,0:0,0:0   | 21:23 0:7,7:10,0:3,14:3 |
| Albershausen Crusaders     | 16:26 0:0,16:13,0:0,0:13  | 14:21 0:0,14:0,0:7,0:14 |                          | 2:0 2:0,0:0,0:0,0:0       | 0:7 0:0,0:0,0:7,0:0     | 17:22 7:6,7:9,3:0,0:7   |
| Fursty Razorbacks          | 17:23 3:0,7:10,7:0,0:13   | 21:12 7:0,0:0,14:6,0:6  | 30:12 16:0,0:0,7:6,7:6   |                           | 9:17 0:7,3:7,0:3,6:0    | 0:3 0:0,0:3,0:0,0:0     |
| Regensburg Phoenix         | 12:13 5:0,7:0,0:0,0:13    | 47:0 13:0,20:0,14:0,0:0 | 7:12 7:6,0:0,0:6,0:0     | 20:14 7:7,6:7,7:0,0:0     |                         | 20:24 0:3,0:0,14:0,6:21 |
| Montabaur Fighting Farmers | 40:37 14:0,12:14,7:15,7:8 | 48:7 10:0,17:7,14:0,7:0 | 31:17 10:0,7:17,0:0,14:0 | 35:21 7:0,14:6,14:8,0:7   | 21:31 7:0,7:10,0:0,7:21 |                         |

Quelle: GFL2-Spielplan auf gfl.info

#### Tabelle Süd
| Pl. | Team                       | Sp | S | N | TD      | Diff. | Punkte | SQ    |
| --- | -------------------------- | -- | - | - | ------- | ----- | ------ | ----- |
| 1   | Pforzheim Wilddogs         | 10 | 9 | 1 | 322:165 | +157  | 18     | 0,900 |
| 2   | Montabaur Fighting Farmers | 10 | 8 | 2 | 253:209 | 0+44  | 16     | 0,800 |
| 3   | Regensburg Phoenix         | 10 | 6 | 4 | 199:131 | 0+68  | 12     | 0,600 |
| 4   | Gießen Golden Dragons      | 10 | 3 | 7 | 123:261 | −138  | 06     | 0,300 |
| 5   | Fursty Razorbacks          | 10 | 2 | 8 | 136:180 | 0−44  | 04     | 0,200 |
| 6   | Albershausen Crusaders     | 10 | 2 | 8 | 114:201 | 0−87  | 04     | 0,200 |

Erläuterungen: Aufstieg

### Relegation GFL
Durch den Lizenzentzug der Berlin Adler in der GFL entfiel die Relegation im Norden. Im Süden war bereits vor Saisonbeginn klar, dass es zu keinen Relegationsspielen kommt, da die Ingolstadt Dukes ihr Team zurückgezogen hatten. Somit steigen beide Zweitligameister direkt auf. Im Norden sind dies die Düsseldorf Panther, die nach 2018 und 2021 ihren dritten Aufstieg in die GFL innerhalb der letzten sechs Jahre feierten. Im Süden feierten die Pforzheim Wilddogs die Meisterschaft und blicken ihrer ersten GFL-Saison entgegen.

### Aufstieg in die GFL2
Da beide Zweitligameister direkt für die GFL qualifiziert waren und kein Team aus der GFL in die GFL2 abstieg, wurde in beiden Gruppen ein Platz frei. Um diesen aufzufüllen, stiegen jeweils alle drei Meister der zugeordneten Regionalligen ohne Aufstiegsrunde direkt auf:
- Nord: Elmshorn Fighting Pirates
- Ost: Leipzig Lions
- West: Krefeld Ravens
- Mitte: Wiesbaden Phantoms
- Südwest: Biberach Beavers
- Süd: Nürnberg Rams